# Furia Futrzaków
Furia Futrzaków – polski zespół synthpopowy założony w 2007 roku przez Kingę Miśkiewicz i Andrzeja Pieszaka. Debiutancki album zespołu ukazał się w 2010 roku nakładem wytwórni My Music.

## Dyskografia
| Rok  | Tytuł                                                        | Pozycja na liście |
| Rok  | Tytuł                                                        | POL               |
| ---- | ------------------------------------------------------------ | ----------------- |
| 2010 | Furia Futrzaków - Data: 20 kwietnia 2010 - Wydawca: My Music | 54                |